# 欣貝格山
47°31′25″N 8°04′19″E / 47.5236°N 8.07186°E

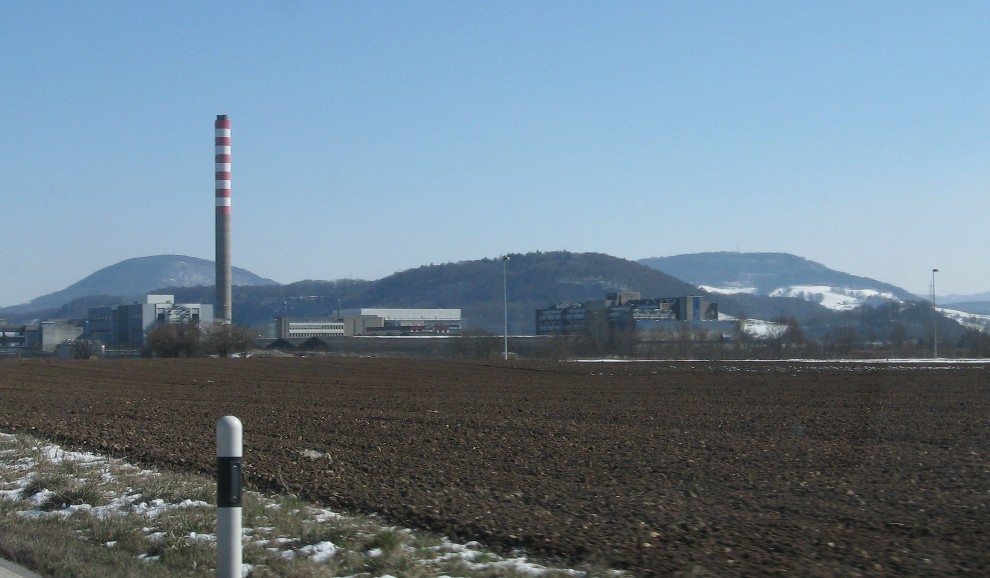

欣貝格山（德語：Schinberg），是瑞士的山峰，位於該國北部，由阿爾高州負責管轄，屬於汝拉山的一部分，處於凱斯滕境內，該山峰海拔高度為722米。